# Molophilus (Molophilus) acanthostylus
Molophilus (Molophilus) acanthostylus is een tweevleugelige uit de familie steltmuggen (Limoniidae). De soort komt voor in het Oriëntaals gebied.